# Les Feixes (Santa Pau)
Les Feixes és un mas a la vall de Sant Martí Vell, als peus de la gran serralada de Sant Julià del Mont al terme de Santa Pau (La Garrotxa).

## Arquitectura
És un bonic casal de planta i pis, avui encara habitat. Va ser un casal molt important, ja que disposava de capella pròpia, en ús fins fa poc. Conserva una llinda a la porta d'entrada; les restes de l'oratori, molt malmès; una senzilla talla de la verge en fusta; una pica de pedra i l'estructura d'un casal primitiu. Hi ha una pica d'aigua situada al primer pis a la sala de ball. Està emmarcada per un esvelt arc de pedra. La mestressa de la casa explicà que antigament servia perquè els comensals es rentessin les mans. Avui no es troba en ús. Cal destacar la pedra esculturada a través de la qual brollava l'aigua.

## Història
Bastit en època feudal i modificat posteriorment en diverses ocasions, com al segle xvii, segons consta en una finestra de la façana principal: MIJESE / IHS 1626. Les reformes i ampliacions varen tenir lloc a finals del segle xviii i principis del XIX. D'aquest moment daten l'oratori i la llinda de la porta principal. Segons Grabolosa en l'any 1971 l'oratori encara estava en perfecte condicions i s'hi guardava una talla del sant Crist del segle xvi. Un historiador de Rubí hi ha documentat el naixement d'alguns avantpassats seus, al segle xvii, fills d'un altre avantpassat que havia nascut al mas Can Feixes (Santa Pau), del veïnat de Pujolars